# بيليتسا
بيتليتسا (بالبلغارية: Белица)‏ هي مدينة في بلدية بيليتسا في مقاطعة بلاغويفغراد في بلغاريا.
يبلغ عدد سكانها حوالي 3,648 نسمة.

## الجغرافيا
تقع بيليتسا بالقرب من بلدية رازلوغ، بلدية بانسكو، وبلدية ياكورودا. تقع بلدية بيلينيتسا في الجزء الشمالي الشرقي من وادي رازلوغ ومنطقة بلاغويفغراد في نهر ميستا بين المنحدرات الجنوبية لجبال ريلا الشرقية والمنحدرات الشمالية لجزء بيليشكو-فيدينيشكي من جنوب جبال رودوب.